# Апостольська делегація
Апостольська делегація — папське представництво у місцевій Церкві, де Святий Престол не підтримує дипломатичні відносини з державою.

## Відмінності
Апостольська делегація відрізняється від апостольської нунціатури, папського представництва дипломатичного характеру перед державою та урядом.
Через це апостольський делегат не підтримує офіційні стосунки від імені Святого Престолу з політичною чи державною владою, а лише піклується про стосунки з помісними Церквами та їхніми єпископами, що також є завданням апостольських нунціїв.
Термін «понтифікальний представник» байдуже застосовується до делегатів і апостольських нунціїв і позначає священнослужителя, зазвичай удостоєного єпископської гідності, який отримує від Папи завдання стабільно представляти його в різних країнах або регіонах світу.
Інший термін, який байдуже застосовується до нунціїв і апостольських делегатів, — «папський легат», наприклад, у Кодексі канонічного права.
Коли держава встановлює дипломатичні відносини зі Святим Престолом, часто буває, що першим нунцієм є священнослужитель, який уже присутній у ролі апостольського делегата. Таким чином Піо Лагі, апостольський делегат у Сполучених Штатах з 1980 року, став 26 березня 1984 року в тій самій країні апостольським нунцієм, титул, який на той час отримували нунції, акредитовані в штатах, які ставилися до них так само, як і до всіх інших послів, не приписуючи їм дуаєнства de jure дипломатичного корпусу, як це відбувається в більшості держав Західної та Центральної Європи.

## Привілеї
З точки зору держави, яка приймає папського представника, права та привілеї, закріплені у Віденській конвенції про дипломатичні зносини від 18 квітня 1961 р. та подібних документах, належать апостольському нунцію, але не апостольському делегату. Однак з церковної точки зору існує абсолютний паритет між апостольським делегатом і нунцієм.
Таким чином, на ввірених йому територіях апостольський делегат також має перевагу над архієпископами (включаючи митрополитів) і єпископами, але не над кардиналами і патріархами Східних Католицьких Церков, і місце перебування апостольської делегації звільняється від повноважень місцевого ординарія, якщо це не стосується вінчання. Також на ввірених йому територіях пояс, пілеолус, бірет апостольського делегата можуть бути з муарового шовку.

## Список чинних апостольських делегацій
На даний момент налічується 11 апостольських делегацій:
- Африка :
  - Коморські Острови: апостольський делегат також є апостольським нунцієм на Мадагаскарі
  - Сомалі: апостольський делегат також є апостольським нунцієм в Ефіопії та Джибуті
- Америка:
  - Антильські острови:[7] апостольський делегат також є апостольським нунцієм у 12 штатах одного регіону
  - Пуерто-Рико:[8] апостольський делегат також є апостольським нунцієм в Домініканській Республіці
- Азія:
  - Бруней: апостольський делегат також є апостольським нунцієм у Малайзії та Східному Тиморі
  - Єрусалим і Палестина: апостольський делегат також є апостольським нунцієм в Ізраїлі та на Кіпрі
  - Лаос: апостольський делегат також є апостольським нунцієм у Таїланді, Бірмі та Камбоджі
  - Аравійський півострів:[9] апостольський делегат також є апостольським нунцієм в Кувейті, Бахрейні, Об'єднаних Арабських Еміратах та Ємені
  - В'єтнам: апостольська делегація звітує перед папським представником-нерезидентом, який також є апостольським нунцієм у Сінгапурі
- Європа:
  - Косово: апостольський делегат також є апостольським нунцієм у Словенії
- Океанія:
  - Тихий океан:[10] апостольський делегат також є апостольським нунцієм у Новій Зеландії та в 10 інших штатах того ж регіону

## Примітка
1. ↑  Papa Paolo VI, motu proprio Sollicitudo omnium Ecclesiarum I,2
2. ↑  Sollicitudo omnium Ecclesiarum, I,1
3. ↑  Codice di Diritto Canonico, canoni 362—367
4. ↑  Sollicitudo omnium Ecclesiarum, XII,4.
5. ↑  Codice di Diritto Canonico, canone 366,1
6. ↑  Segreteria di Stato, Istruzione Ut sive sollicite del 31 marzo 1969, 32
7. ↑  Вона включає незалежні території без власного папського представника.
8. ↑  Спеціальне дипломатичне представництво в Пуерто-Рико ніколи не було офіційно створено, і тому воно не міститься в списку представництв Святого Престолу в Папському щорічнику. Проте апостольському нунцію в Католицькій Церкві в Домініканській Республіці довірено особисте завдання представляти Святий Престол як апостольському делегату.
9. ↑  Включає Саудівську Аравію та Оман, єдині дві держави в регіоні, які не мають двосторонніх дипломатичних відносин зі Святим Престолом.
10. ↑  До нього входять Тувалу, єдина держава в регіоні, яка не має двосторонніх дипломатичних відносин зі Святим Престолом, і незалежні території без власного папського представника.

## Пов'язані елементи
- Дипломатія
- Папський легат
- Список дипломатичних представників Святого Престолу
- Апостольська нунціатура
- Дипломатичні відносини Святого Престолу
- Святий Престол

## Інші проєкти
- Wikimedia Commons містить зображення чи інші файли Апостольська делегація